# Odo ariguanabo
Odo ariguanabo är en spindelart som beskrevs av Alayón 1995. Odo ariguanabo ingår i släktet Odo och familjen taggfotsspindlar.
Artens utbredningsområde är Kuba. Inga underarter finns listade i Catalogue of Life.